# Гончаренко Сергій Степанович
Сергій Степанович Гончаренко (грудень 1908, село Хрещатик Полтавської губернії, тепер Сумської області — ?) — радянський державний діяч, голова Хакаського облвиконкому. Депутат Верховної ради СРСР 3-го скликання.

## Біографія
Народився в селянській родині. Працював у споживчій кооперації.
Член ВКП(б).
Закінчив Комуністичний університет імені Артема в Харкові.
Працював у партійних організаціях Красноярського краю.
До травня 1948 року — секретар Хакаського обласного комітету ВКП(б) Красноярського краю.
19 травня 1948 — 26 лютого 1952 року — голова виконавчого комітету Хакаської обласної ради депутатів трудящих Красноярського краю.
Подальша доля невідома.

## Нагороди
- два ордени Леніна (31.03.1949,)
- орден Трудового Червоного Прапора
- медаль «За доблесну працю у Великій Вітчизняній війні 1941—1945 рр.»
- медалі